# Pieninki

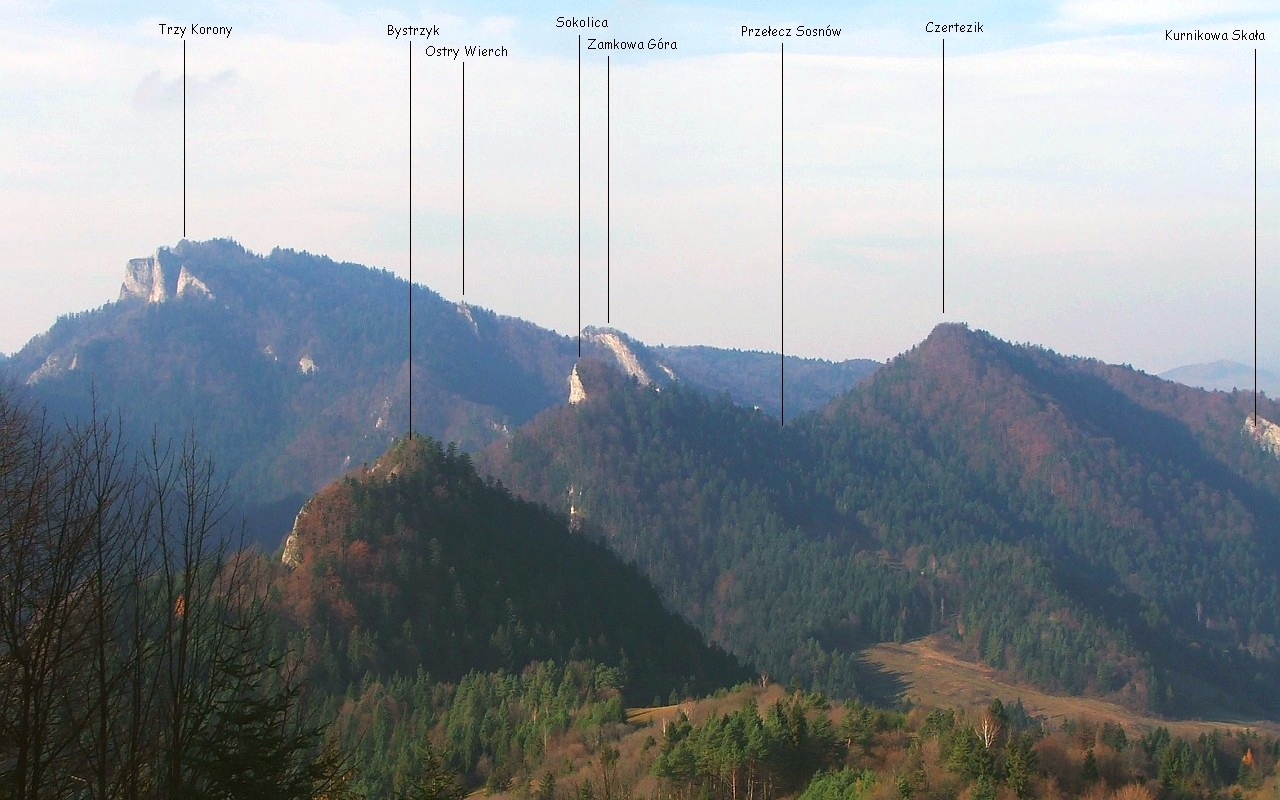
Widok z Palenicy

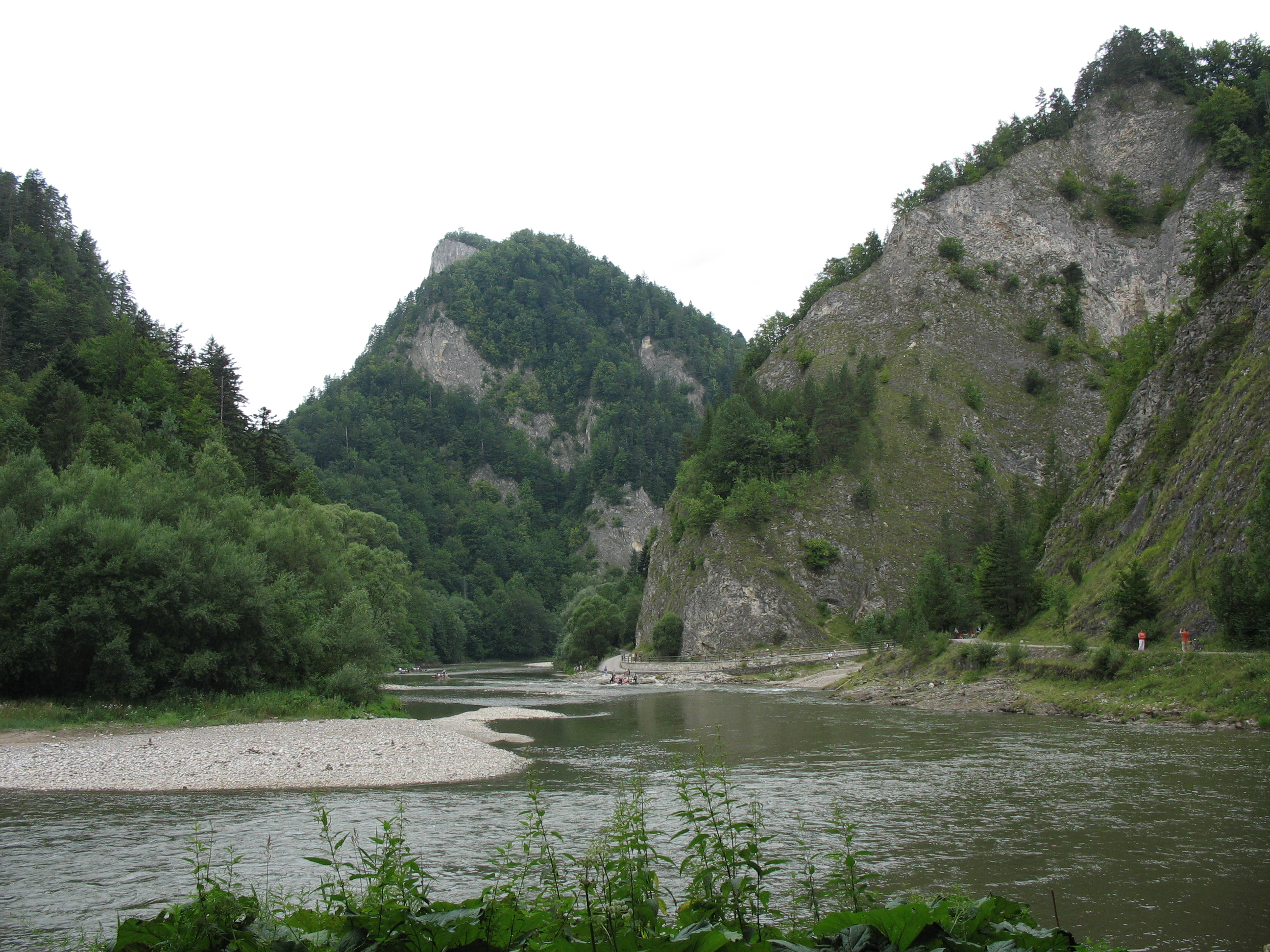
Sokolica – widok z przełomu Dunajca

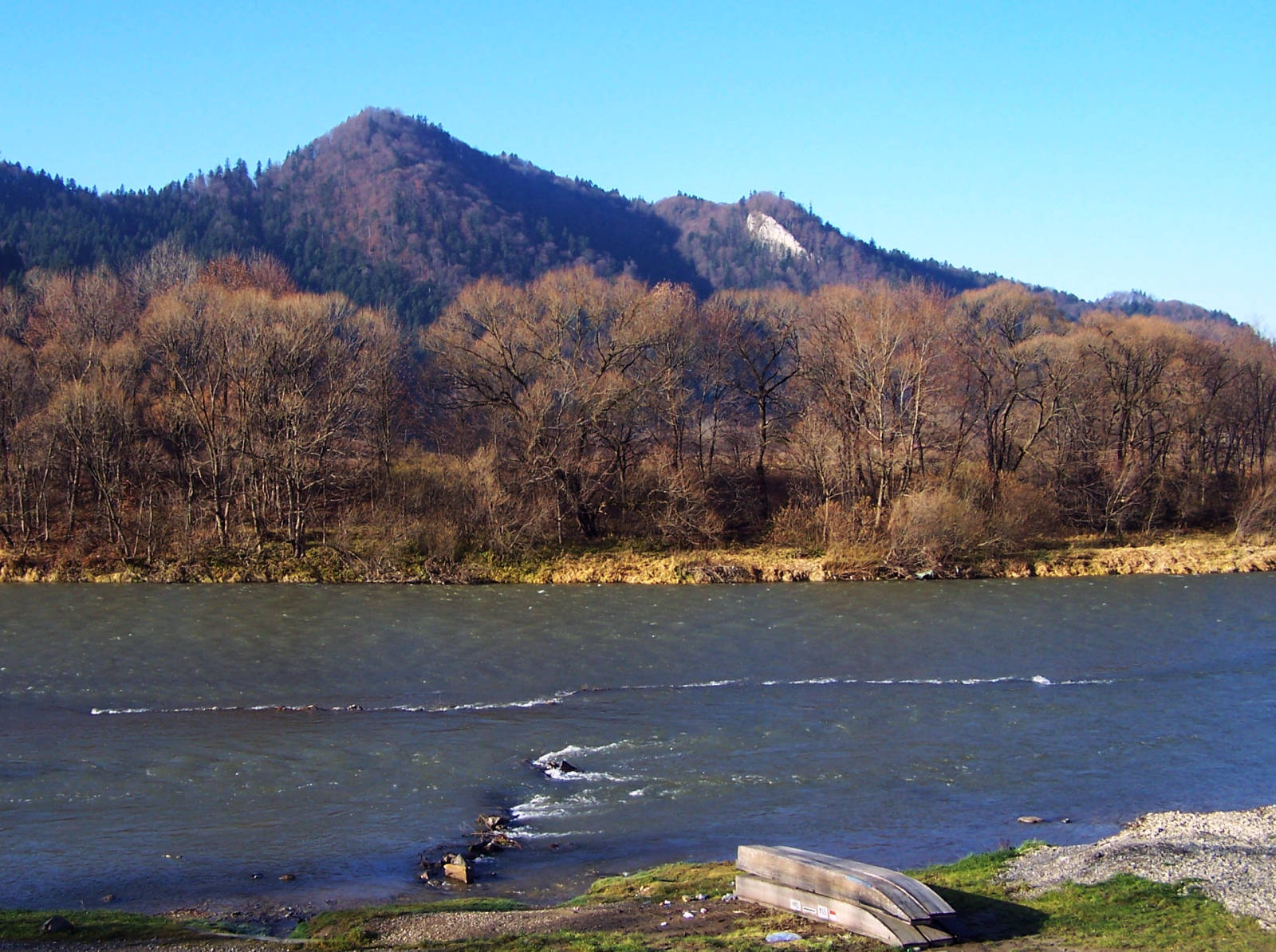
Pieninki od strony Szczawnicy

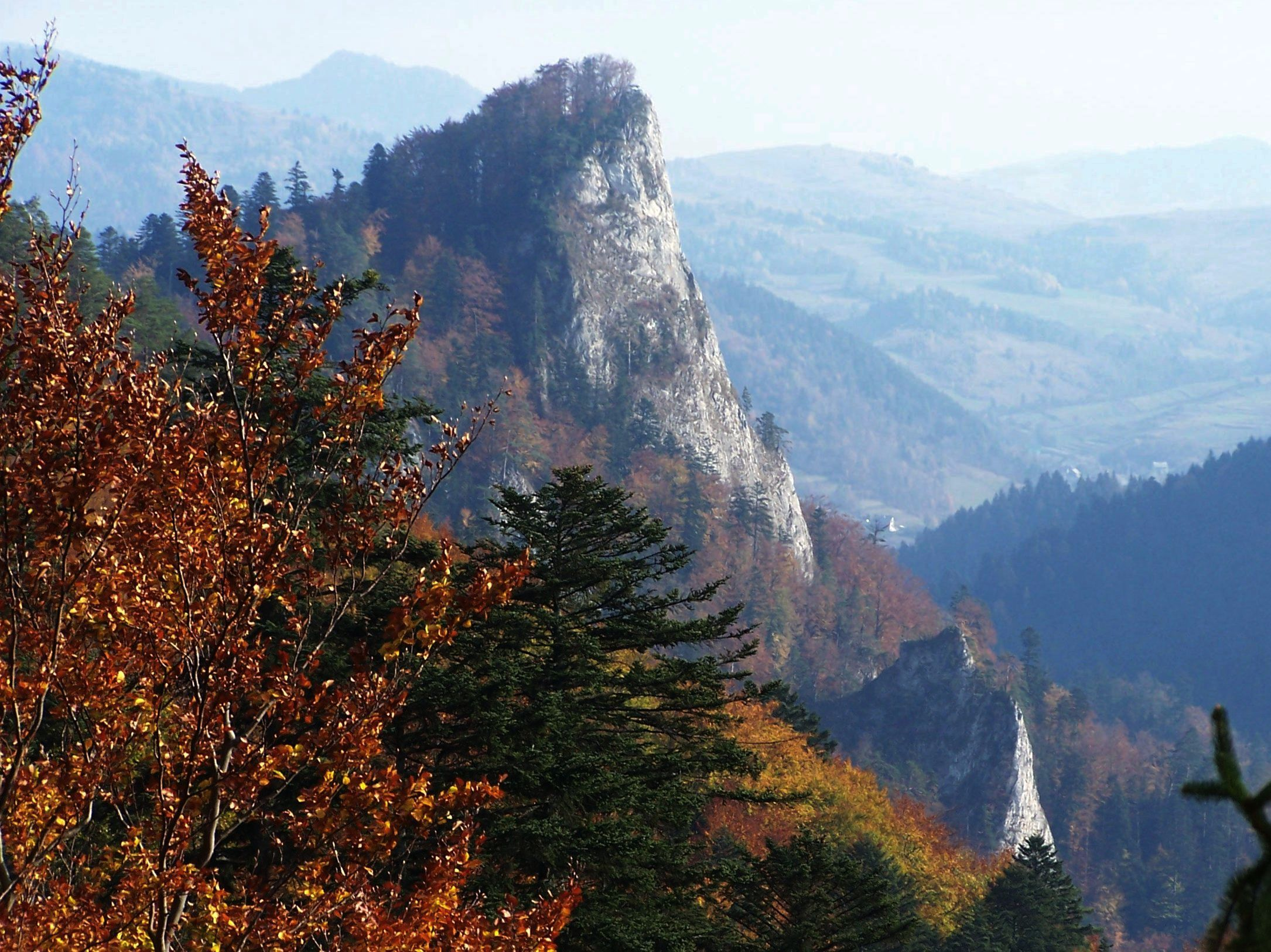
Sokolica – widok z Sokolej Perci

Pieninki – dobrze wyodrębniona część pasma Pienin Środkowych ciągnąca się od Hukowej Skały i Przechodniego Wierchu po Bajków Groń. Od strony południowej są wyraźnie oddzielone od Masywu Trzech Koron głęboką doliną Pienińskiego Potoku o stromo podciętych zboczach. Od wschodu i północy naturalną granicę stanowi Dunajec.
Pieninki tworzą grzbiet górski, w którym w kolejności od wschodu na zachód znajdują się:
- Przechodni Wierch 552 m
- Hukowa Skała 470 m
- przełęcz Przechodki Wielkie (ok. 490 m)
- Sokolica 747 m
- przełęcz Sosnów (650 m)
- Czertezik 772 m
- Czerteż 774 m
- przełęcz Burzana ok. 724 m
- Ociemny Wierch (740 m)
- przełęcz Kurnikówka (694 m)
- Białe Skały 749 m
- Bajków Groń 716 m[2].

Mimo że nie są wysokie, szczyty Pieninek są bardzo atrakcyjne widokowo, mają bardzo stromo podcięte ściany wznoszące się ponad Dunajec 300–345 m. Widok z Sokolicy na Pieniński Przełom Dunajca jest kapitalny. Kilka polanek z interesującą florą roślin pienińskich i endemitycznym gatunkiem motyla niepylakiem apollo: Wymiarki, Istebki, Wyrobek, Pieninki, Kurnikówka, Burzana, Mały Sosnów, Sosnów. Na skałach murawy kserotermiczne i reliktowe sosny. Las tworzy buczyna karpacka z domieszką świerka i jawora, czasami są to bujne zarośla leszczyny. W niektórych urwistych miejscach jest to pierwotny las z wiekowymi drzewami. Prowadzący granią niebieski szlak turystyczny zwany Sokolą Percią jest namiastką tatrzańskiej Orlej Perci. W Pieninkach znajduje się wiele jaskiń, w tym najdłuższa jaskinia polskich Pienin – Jaskinia w Ociemnem. Inne większe jaskinie to: Dziury i Walusiowa Jama.
Nazwa grzbietu pochodzi od polany Pieninki i pojawia się w dokumentach już w 1860. Większość terenu Pieninek została wykupiona od pienińskich chłopów już w 1930 podczas tworzenia Pienińskiego Parku Narodowego.

## Szlaki turystyki pieszej
od Drogi Pienińskiej w Szczawnicy z przystani promowej Nowy Przewóz promem na drugą stronę Dunajca, dalej przez Sokolicę, Czertezik i Czerteż na Bajków Groń. Tu skrzyżowanie szlaków, można dojść m.in. na Trzy Korony,
 z Krościenka na przełęcz pod Czertezikiem (do skrzyżowania ze szlakiem niebieskim),
 z Krościenka wzdłuż Dunajca na przełęcz Sosnów pod Sokolicą (do skrzyżowania ze szlakiem niebieskim).